# Eind goed, al goed

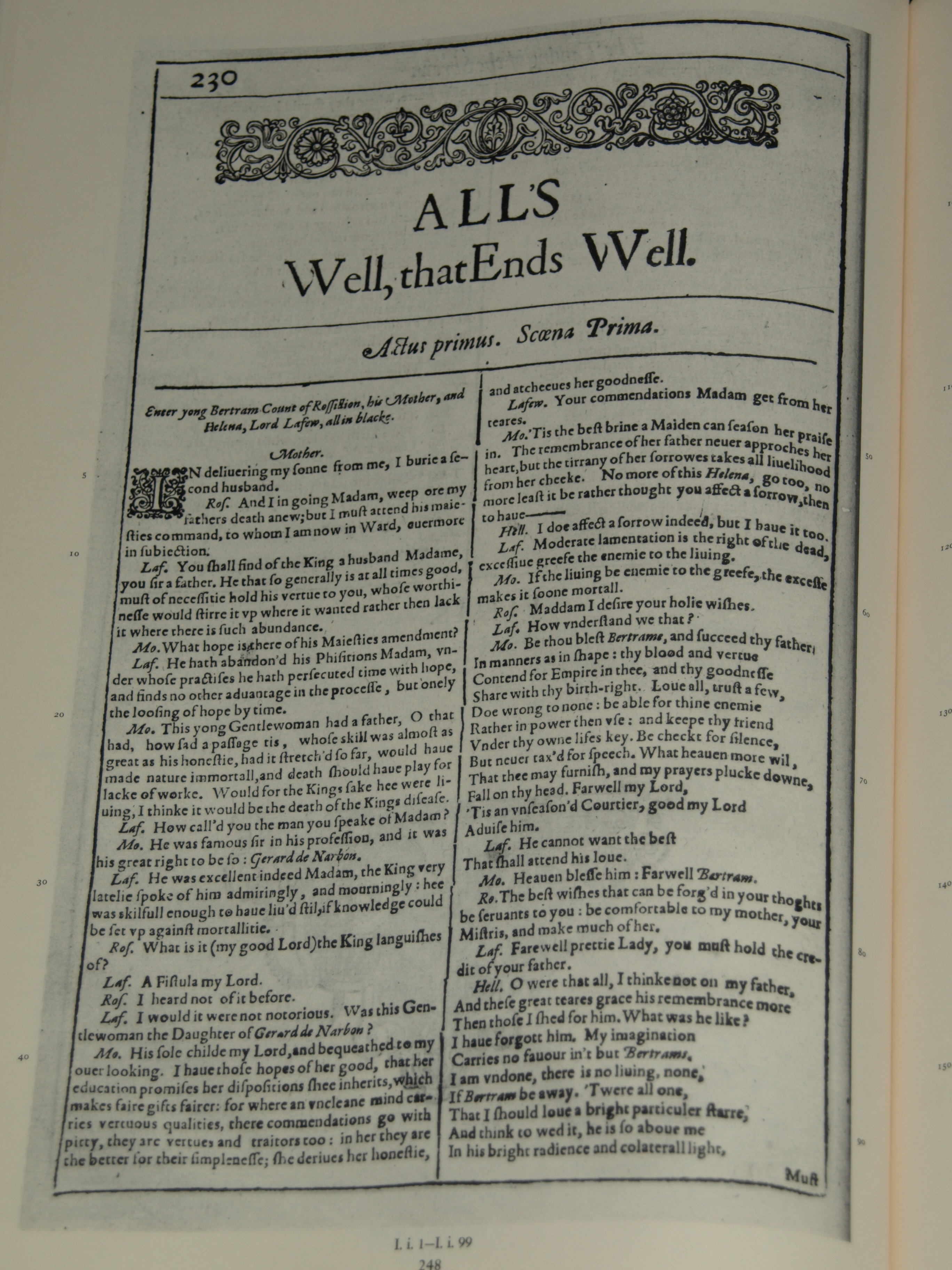
Facsimile van de eerste pagina van All's Well That Ends Well

Eind goed, al goed (Engelse titel: All's Well That Ends Well) is een komedie van William Shakespeare. Het stuk is moeilijk te dateren, maar er wordt aangenomen dat het ontstond tussen 1602 en 1605. Als het tot zijn vroege werk behoort, is het mogelijk het verloren gegane (of gewaande) stuk Love's Labour's Wonne, maar bewijs daarvoor ontbreekt.
Het stuk werd voor het eerst gepubliceerd in de First Folio van 1623. Gezien de karaktertekening van de hoofdpersonen, die geen van beiden veel sympathie weten te wekken, wordt door sommige critici de indeling onder Shakespeares komedies als niet geheel correct beschouwd en gerangschikt als een van zijn 'probleemstukken'. Ook Measure for Measure en Troilus and Cressida worden hier wel toe gerekend.
Het stuk is gebaseerd op een verhaal uit de Decamerone van Boccaccio. Mogelijk heeft Shakespeare een Engelse vertaling hiervan gelezen in Palace of Pleasure van de Engelse schrijver William Painter.

## Samenvatting
Helena, de dochter van een gerenommeerd arts, bevindt zich onder de hoede van de gravin van Rousillon. Hoewel zij een ondergeschikte positie inneemt in het huishouden, is zij verliefd op Bertram, de zoon van de gravin. Deze wordt naar Parijs geroepen, waar de koning van Frankrijk lijdt aan een ernstige ziekte. Helena reist Bertram na en slaagt erin de koning te genezen met behulp van een van haar vaders geneesmiddelen. De koning voldoet aan een van haar voorwaarden voor zijn genezing, die inhoudt dat zij een edelman uit zijn hofhouding mag trouwen, waarop zij Bertram aanwijst als haar uitverkorene. Deze voelt hier niets voor, maar is niettemin gedwongen tot een huwelijk. Bertram wenst het huwelijk niet te consummeren en haast zich naar de oorlog die zich ontwikkelt in Toscane, bijgestaan door zijn vriend, de leugenachtige opschepper Parolles. Hij stuurt Helena een brief met de mededeling dat zij hem niet als haar echtgenoot mag beschouwen tot het haar lukt de ring van zijn vinger te krijgen en zwanger te raken van zijn kind.
Helena wil haar man echter niet zomaar opgeven. Verkleed als pelgrim komt zij in Florence aan. Daar komt zij erachter dat uitgerekend de dochter van haar gastvrouw, Diana, het hof wordt gemaakt door Bertram. Helena maakt bekend dat zij Bertrams vrouw is en neemt Diana's plaats in in haar bed, terwijl zij haar man in de veronderstelling brengt dat zij dood is. Daar weet zij hem de ring te ontfutselen en te vervangen door de ring die de koning haar bij haar huwelijk had geschonken. Zij slaapt met Bertram, die daarna terugkeert naar Rousillon, waar de koning wordt bezocht door de gravin. De koning bemerkt de ring en vraagt Bertram hoe hij daar aan kwam. Uiteindelijk moet Bertram de waarheid bekennen. Helena verschijnt ten tonele in levenden lijve en toont Bertrams ring. Hij is nu gedwongen haar als zijn vrouw te aanvaarden en betuigt haar zijn liefde.